# Children in the Surf at Coney Island
Children in the Surf at Coney Island è un cortometraggio muto del 1904, girato da Billy Bitzer.
Brevi filmati come questo, che ritraevano gruppi di bambini, furono da subito molto popolari, in Francia come negli Stati Uniti. I bambini (i cui nomi non sono accreditati) interpretano se stessi con molta naturalezza.

## Trama
Un gruppo di bambini giocano in spiaggia sulla riva del mare. Tenendosi per mano, camminano verso le onde, saltellando felici, mentre davanti a loro alcuni adulti fanno il bagno. La macchina da presa è puntata verso il mare. I bambini e i bagnanti si allontanano; rimane in scena solo un bambino con una barchetta di legno, mentre sullo sfondo compare un veliero.

## Produzione
Il film fu prodotto dalla American Mutoscope & Biograph. Le riprese furono effettuate il 3 agosto 1904 a Sea Gate, Coney Island, NY.

## Distribuzione
Il film, distribuito dalla American Mutoscope & Biograph, uscì nelle sale americane il 12 agosto 1904.

## Preservazione
Le copie conservate di questo breve film (con un tempo di esecuzione di circa 4 minuti) sopravvivono nella Library of Congress a Washington.